# Leopold Neuhaus
Leopold Neuhaus (* 18. Januar 1879 in Rotenburg an der Fulda; † 10. Mai 1954 in Detroit, Michigan) war der letzte Rabbiner der dritten jüdischen Gemeinde, die in Frankfurt am Main vernichtet wurde. Er gründete die vierte jüdische Gemeinde in Frankfurt.

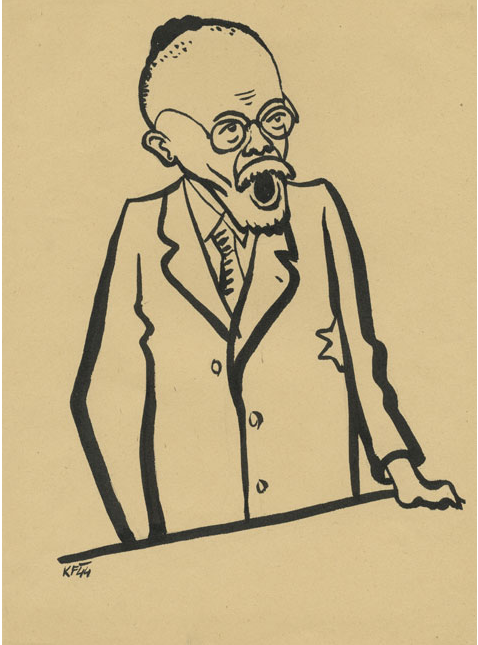
Karel Fleischmann: Leopold Neuhaus im Ghetto Theresienstadt (1944)

## Leben
Neuhaus absolvierte das Gymnasium in Kassel, studierte Philosophie an der Universität Berlin, besuchte dort das von Esriel Hildesheimer gegründete orthodoxe Rabbinerseminar und wurde zum Dr. phil. promoviert. 1908 amtierte er als Rabbiner in Lauenburg in Pommern, 1909 kam er nach Ostrowo (pl. Ostrów) in der Provinz Posen. Als diese Provinz 1919 an Polen abgetreten wurde, floh er nach Leipzig, wo er Konrektor der Jüdischen Schule wurde.
In den Jahren von 1926 bis 1934 war er Rabbiner in Mülheim an der Ruhr und siedelte danach nach Frankfurt über, wo er Lehrer am Philanthropin wurde.
Am 18. August 1942 wurde Neuhaus mit seiner Frau Cilly, der Tochter des Lübecker Rabbiners Salomon Carlebach, in das KZ Theresienstadt deportiert, zusammen mit 1.020 Frankfurter Juden, dem Rest der jüdischen Gemeinde in Frankfurt. In Theresienstadt amtierte er als Rabbiner in der „Magdeburger Kaserne“, leitete die Abteilung Altersfürsorge und gehörte dem Ältestenrat der jüdischen „Selbstverwaltung“ an.
Nach der Befreiung im Mai 1945 holte ihn die Stadt Frankfurt zurück. Hier baute er mit Unterstützung der Amerikaner eine neue jüdische Gemeinde auf.
Mitte Juni 1946 wanderte er nach Detroit in Michigan aus. Bis zu seinem Tod im Alter von fünfundsiebzig Jahren war er dort Rabbiner der Gemeinde Gemiluth Chasodim.